# Ката Леви
Катарина (Ката) Леви (на унгарски: Lévy Kata, по баща фон Фройнд) е унгарски психоаналитик.

## Биография
Ката Леви е родена през 1883 година в Будапеща, Австро-Унгария, в семейството на Вилхелм фон Фройнд, заможен собственик на пивоварна. Брат и Антон фон Фройнд е близък приятел и пациент на Зигмунд Фройд. Чрез него тя се запознава с бъдещия си съпруг Лайош Леви, единия от основателите на Унгарското психоаналитично общество. През 1911 г. им се ражда син, който наричат Вилмос, който по-късно се преименува на Петер Ламбда.
Подлага се на анализа при Зигмунд Фройд през 1918, когато той е на почивка в Будапеща. След това продължава обучението си във Виена през 1920 и го довършва с Шандор Ференци. През 1928 г. става пълноправен член на Унгарското психоаналитично общество. През 1936 се среща с Ана Фройд и двете стават приятелки за цял живот.
Двамата със съпруга ѝ остават в Унгария през Втората световна война, но емигрират през 1956 г. след Унгарската революция. Отиват в Лондон, където Ката започва работа в клиниката на Ана Фройд – Хампстед и участва в проект за едновременен анализ на родители и деца на Дороти Бърлингам. Приета е и в Британското психоаналитично общество.
Умира на 20 февруари 1969 година в Лондон на 86-годишна възраст.